# Gare de Shiodome
La gare de Shiodome (汐留駅, Shiodome-eki) est une ancienne gare ferroviaire de la ville de Tokyo au Japon. Elle est située dans l'arrondissement de Minato, dans le quartier de Shiodome. La gare était le premier terminus de la ligne principale Tōkaidō.

## Situation ferroviaire
La gare de Shiodome était située sur la ligne principale Tōkaidō, à 4,9 km de la gare de Shinagawa.

## Histoire

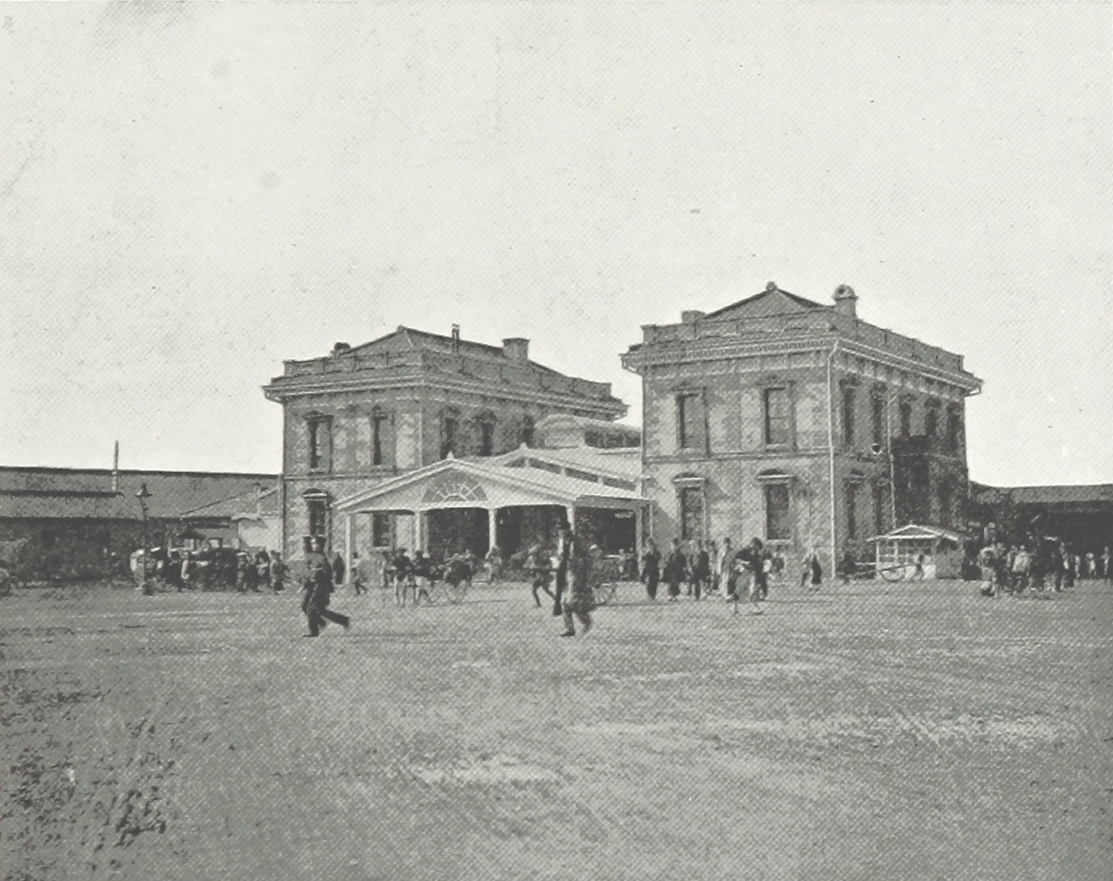
La gare en 1899.

La gare a été inaugurée le 14 octobre 1872 par l'empereur Meiji sous le nom de gare de Shimbashi. C’est l’une des plus anciennes gares du Japon et elle marque alors le début de la première ligne de chemin de fer entre Tokyo et Yokohama (future ligne Tōkaidō).
En 1914, la ligne Tōkaidō est prolongée jusqu'à la gare de Tokyo et l'ancienne gare de Karasumori devient la nouvelle gare de Shimbashi. La gare est alors fermée au trafic voyageurs et transformée en terminal de fret. Elle est renommée gare de Shiodome. Le bâtiment original de la gare est détruit lors du séisme de 1923 du Kantō.
La gare de Shiodome fonctionne jusqu'au 1er novembre 1986. Une reconstitution du bâtiment original ouvre en 2003, à l'emplacement exact de la première gare.
En 2000, la station de métro Shiodome ouvre à proximité du site de l'ancienne gare.